# 卓渓郷
卓渓郷（ジュオシー/たっけい-きょう）は台湾花蓮県の郷。

## 地理
卓渓郷は花蓮県南西部に位置し、北は万栄郷と、東は瑞穂郷、玉里鎮、富里郷と、西は南投県信義郷、高雄市桃源区と、南は台東県海端郷とそれぞれ接し、県内で面積第2位、全国でも第5位の郷鎮である。中央山脈上に位置するため、郷内の95%以上が山地となり、地勢は極めて厳しく、平地は中央山脈東麓の河谷平原が存在するのみである。住民の多くは原住民であるブヌン族であり、その他少数ながらタイヤル族、タロコ族が居住している。

## 歴史
卓渓郷は旧名を「乾渓」と称し、本地の渓流が降雨時以外は干上がるために命名された。ブヌン族は18世紀中期に中央山脈東側のこの地に移動し定住していた。日本統治時代中期に原住民に対する集団移住政策が採用され、1933年には八通関沿いのターフン社、タルナス社が現在の卓渓郷の地域に集団移住をし、警察による統治を受けていた。現在の集落の大部分はこの時の集団移住により形成された。戦後当初は玉里鎮、富里郷の管轄とされたが、1946年に分割され「太平郷」が設置された。その後同名の郷鎮が存在したことから1950年に「卓渓郷」と改称され現在に至っている。

## 行政区
| 村                                             |
| ---------------------------------------------- |
| 崙山村、立山村、太平村、卓渓村、卓清村、古風村 |

## 歴代郷長
| 代 | 氏名 | 任期 |
| -- | ---- | ---- |

## 教育

### 国民小学
| - 花蓮県立卓渓国民小学 - 花蓮県立卓清国民小学 - 花蓮県立卓楓国民小学 | - 花蓮県立卓楽国民小学 - 花蓮県立太平国民小学 - 花蓮県立古風国民小学 | - 花蓮県立立山国民小学 - 花蓮県立崙山国民小学 |

## 交通
| 種別 | 路線名称 | その他   |
| ---- | -------- | -------- |
| 省道 | 台30線   | 玉長公路 |

## 観光

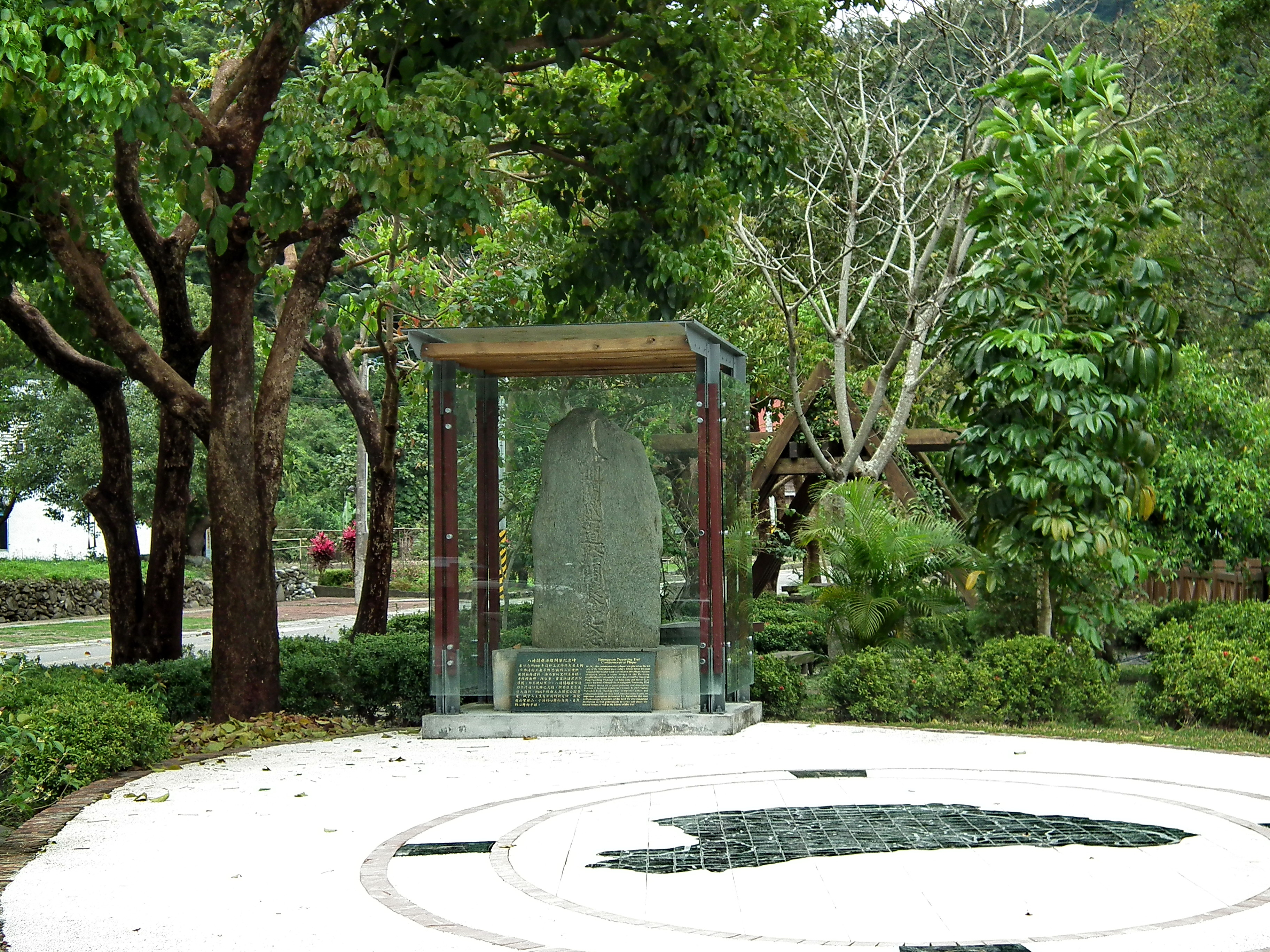
八通関越道路開鑿記念碑

- 玉山国家公園
- 瓦拉米古道
- 南安瀑布
- 花東縦谷国家風景区
- 崙天ブヌン園区
- 秀姑巒山
- 八通関古道